# Hararit
Hararit (hebr. הררית; ang. Hararit; pol. Góra) – wieś komunalna położona w Samorządzie Regionu Misgaw, w Dystrykcie Północnym, w Izraelu.

## Położenie
Hararit jest położona na wysokości 520 metrów n.p.m. w północnej części Dolnej Galilei. Leży na wzgórzu Har Netofa (526 m n.p.m.), wchodzącego w skład grzbietu górskiego Gór Jatwat oddzielających położoną na północy Dolinę Sachnin od będącej na południu Doliny Bejt Netofa. Okoliczny teren stromo opada w kierunku południowym do Doliny Bejt Netofa, i łagodnie w kierunku północno-zachodnim do Doliny Sachnin. Na południowy zachód od osady przepływa strumień al-Chasin. Okoliczne wzgórza są w większości zalesione. W otoczeniu wsi Hararit znajdują się miejscowości Dejr Channa, Maghar, Ajlabun, Bu’ejne Nudżejdat i Arraba, kibuc Jachad, moszaw Tefachot, wsie komunalne Micpe Netofa i Awtaljon, oraz wsie arabskie Uzajr i Rummana. Na południowym wschodzie jest położona baza wojskowa Netafim (zaplecze logistyczne i inżynieryjne) oraz ściśle tajna baza wojskowa Ajlabun, w której prawdopodobnie przechowywana jest izraelska taktyczna broń jądrowa. Są tu także główne magazyny amunicji czołgowej 36 Dywizji Pancernej.

### Podział administracyjny
Hararit jest położona w Samorządzie Regionu Misgaw, w Poddystrykcie Akka, w Dystrykcie Północnym Izraela.

## Demografia
Stałymi mieszkańcami wsi są wyłącznie Żydzi. Tutejsza populacja jest świecka:

Źródło danych: Central Bureau of Statistics.

## Historia
Osada została założona w 1980 roku w ramach rządowego projektu Perspektywy Galilei, którego celem było wzmocnienie pozycji demograficznej społeczności żydowskiej na północy kraju. W skład grupy założycielskiej weszły osoby zaangażowane w medytację transcendentalną, będące zwolennikami Maharishi Mahesh Yogi. Początkowo żyli oni w bardzo prowizorycznych warunkach, pozostając prawie odcięci od innych miejscowości w regionie. W 1984 roku wybudowano drogę, rozpoczynając zrównoważony rozwój wioski. W 1992 roku grupa młodych ludzi, którzy wychowali się w Hararit, usamodzielniła się i założyła sąsiedni kibuc Jachad. Z racji bliskiego położenia od siebie i faktu, że obie wioski są zamieszkane przez podobnie myślących ludzi, są one często uznawane za jedną osadę i nazywane Hararit-Jachad. Są one zarządzane przez jeden lokalny komitet, jednak ich mieszkańcy tworzą dwie odrębne spółdzielnie. Istnieją plany rozbudowy wsi Hararit.

## Edukacja
Wieś utrzymuje przedszkole. Starsze dzieci są dowożone do szkoły podstawowej we wsi Gilon.

## Kultura i sport
We wsi jest ośrodek kultury z biblioteką oraz centrum medytacji. Z obiektów sportowych jest basen pływacki, boisko do koszykówki oraz siłownia.

## Infrastruktura
We wsi jest przychodnia zdrowia, sklep wielobranżowy oraz warsztat mechaniczny.

## Gospodarka
Większość mieszkańców utrzymuje się z prowadzenia różnych prywatnych działalności gospodarczych, które koncentrują się wokół obsługi ruchu turystycznego i medycynie alternatywnej.

## Transport
Ze wsi wyjeżdża się na zachód drogą nr 7955, która mija sąsiedni kibuc Jachad i dociera do wsi Awtaljon i dalej do moszawu Jodfat oraz skrzyżowania z drogą nr 784.